# Von Den Ketten
Von Den Ketten (VDK) war eine deutsche Rockband, welche 1995 durch Umbenennung aus einer bereits 1992 gegründeten Formation hervorging.

## Diskografie
- 1992: Schuldig (Vinyl-EP, First Strike Records als Dynamic Front)
- 1994: Tausend Seelen (LP, First Strike Records, als Dynamic Front)
- 1998: Die Sonne spricht zu Johann H. (EP, Erstschlag Tonträger)
- 1998: Getrieben (Zeitbombe)